# Cratere Tycho

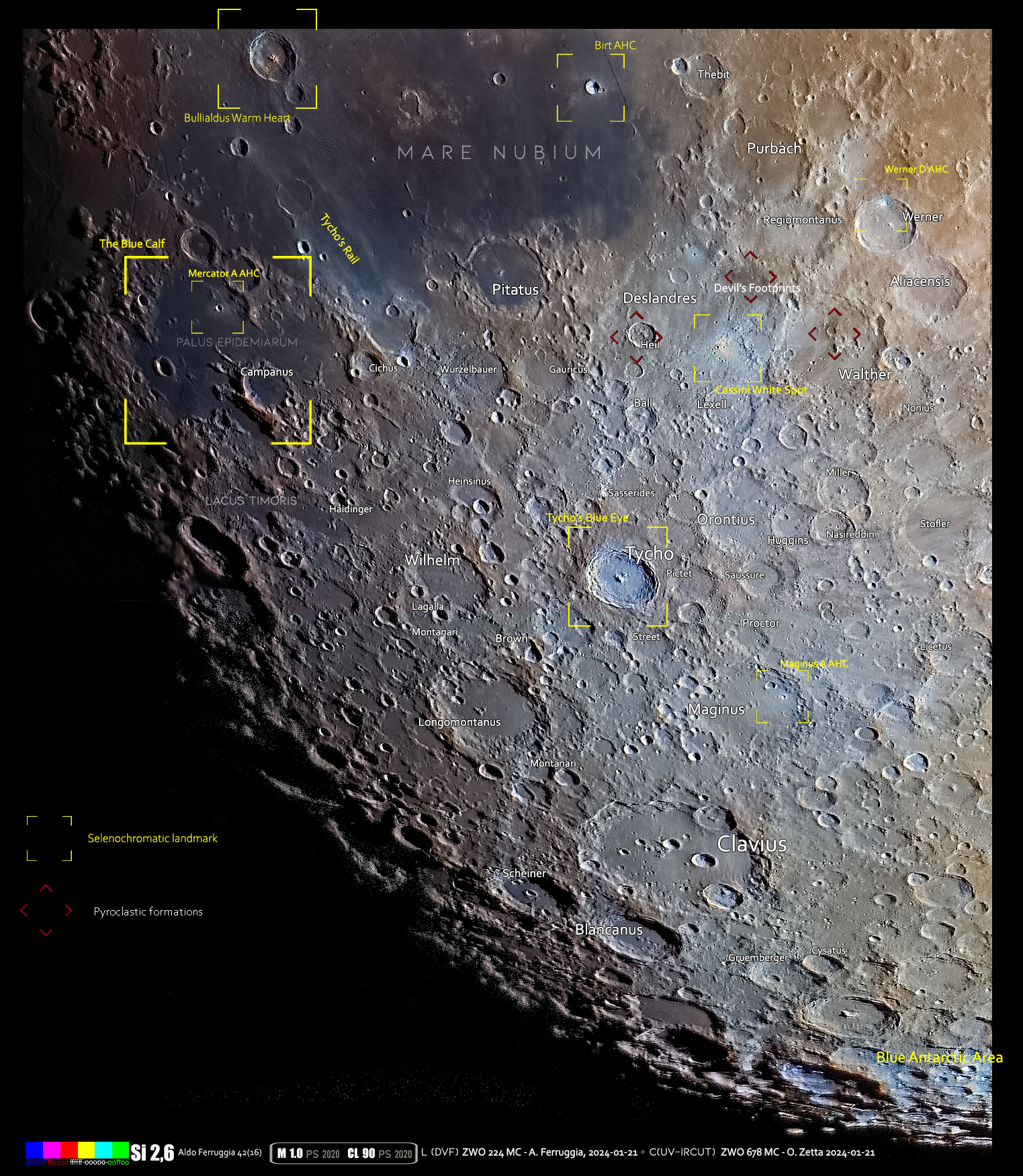
Area del cratere Tycho in formato selenocromatico

Tycho è un cratere lunare localizzato nella parte collinare a sud della faccia visibile della Luna. È dedicato all'astronomo danese Tycho Brahe.
A sud c'è il cratere Street, ad est il cratere Pictet e a nord-nordest il cratere Sasserides.

## Caratteristiche
Tycho è un cratere relativamente piccolo, ha un diametro di 85 km e un'età stimata di circa 108 milioni di anni. La raggiera molto estesa, creata a seguito dell'impatto che ha generato il cratere, è invece osservabile anche a occhio nudo dalla Terra. L'asteroide dal cui impatto è stato generato il cratere era grande quasi quanto quello che causò l'estinzione dei dinosauri circa 65 milioni di anni fa e probabilmente apparteneva alla stessa famiglia di 298 Baptistina.

## Crateri satellite
Per convenzione questi crateri sono identificati nelle mappe lunari dalla loro lettera vicino al nome Tycho.
| Tycho | Coordinate            | Diametro, km |
| ----- | --------------------- | ------------ |
| A     | 39°56′24″S 12°04′12″W | 29           |
| B     | 43°59′24″S 13°55′12″W | 14           |
| C     | 44°07′12″S 13°27′36″W | 7            |
| D     | 45°34′48″S 14°04′12″W | 26           |
| E     | 42°20′24″S 13°39′36″W | 13           |
| F     | 40°54′36″S 13°12′36″W | 17           |
| H     | 45°17′24″S 15°55′12″W | 8            |
| J     | 42°34′48″S 15°25′12″W | 11           |
| K     | 45°10′48″S 14°22′48″W | 6            |
| P     | 45°26′24″S 13°03′36″W | 7            |
| Q     | 42°30′00″S 15°59′24″W | 20           |
| R     | 41°54′36″S 13°40′48″W | 4            |
| S     | 43°28′12″S 16°18′00″W | 3            |
| T     | 41°09′00″S 12°37′12″W | 14           |
| U     | 41°04′48″S 13°54′36″W | 20           |
| V     | 41°43′12″S 15°25′48″W | 4            |
| W     | 43°18′00″S 15°22′48″W | 21           |
| X     | 43°50′24″S 15°15′00″W | 12           |
| Y     | 44°07′12″S 15°55′48″W | 22           |
| Z     | 43°13′48″S 16°21′00″W | 23           |

## Curiosità
Nel film di Stanley Kubrick 2001: Odissea nello spazio e nel romanzo omonimo di Arthur C. Clarke, il cratere Tycho è il luogo nel quale viene trovato un impenetrabile monolito nero, denominato "Tycho Magnetic Anomaly-1" o "TMA-1", lasciato da misteriosi extraterrestri quattro milioni di anni prima.
Il cratere viene descritto come una zona molto pericolosa nel racconto All'ombra di Tycho di Clifford D. Simak e gli è dedicato un intero capitolo del romanzo Intorno alla Luna di Jules Verne.

## Galleria d'immagini

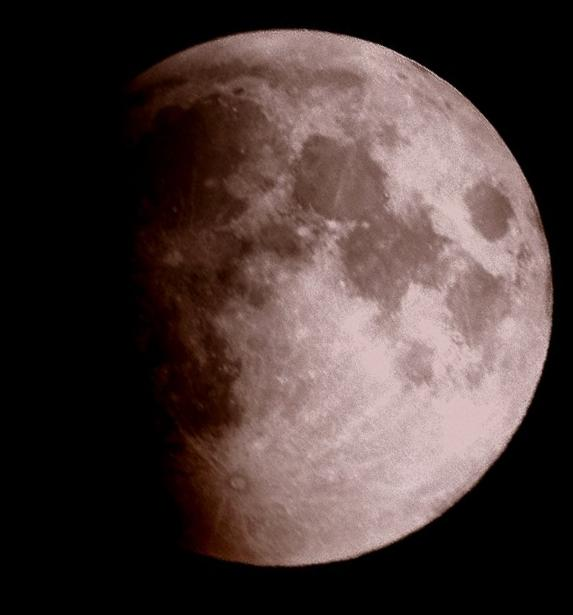
L'eclissi lunare del marzo 2007.
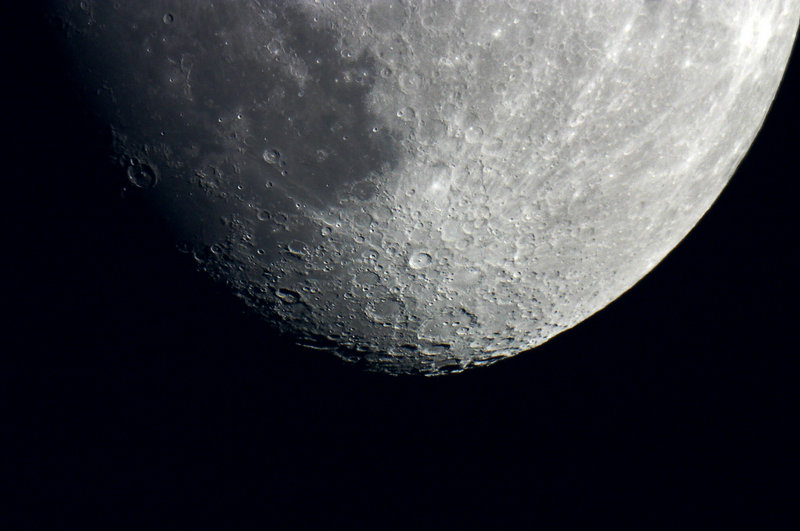
Il sistema di raggi
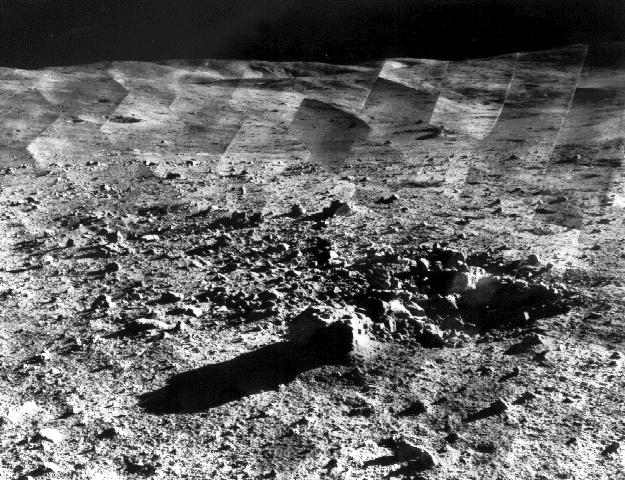
Il cratere visto dalla superficie lunare.